# پسخوری (مشهد)
پسخوری، روستایی از توابع بخش رضویه دهستان پایین ولایت شهرستان مشهد در استان خراسان رضوی ایراندر ۱۰۰کیلومتری مشهد مقدس در مسیر مشهد به سرخس فرعی خارزار  است.
روستایی کوهستانی بین روستاهای چرخشک و کلاته عبدل دارای طبیعتی بکر و زیبا و پوشیده از جنگل های پسته وحشی است

## جمعیت
این روستا در دهستان پایین ولایت قرار دارد و براساس سرشماری مرکز آمار ایران در سال ۱۳۸۵، جمعیت آن ۱۶۱ نفر (۴۳خانوار) بوده‌است.